# Leo Wispler
Leo Wispler (* 22. Februar 1890 in Münder/Deister; † September 1958) war ein deutscher Architekt und Schriftsteller.

## Leben
Leo Wispler  besuchte das Gymnasium in Rinteln und studierte an den TH München und Hannover, wo er 1919 die Diplomprüfung ablegte. 1922 wurde er mit einer architekturhistorischen Arbeit an der Technischen Hochschule Hannover zum Doktor der Ingenieurwissenschaften promoviert. Er war später in der Hamburger Baubehörde tätig, zuletzt als Oberbaurat. Daneben veröffentlichte er seit den 1930er Jahren Romane und Erzählungen, die der unpolitischen Unterhaltungsliteratur zugerechnet werden können. Sein erfolgreichstes Werk war der Roman Spiel im Sommerwind, der 1938 von Roger von Norman verfilmt wurde.
Mit seiner Frau, Margarete, geb. Pellens, und den drei Kindern lebte er in Hamburg-Osdorf.

## Werke
- Die Ornamentik an den Hildesheimer Fachwerkbauten der Renaissance, Hannover 1923
- Spiel im Sommerwind, Hamburg 1937
- Kate, kleiner Zaubergott, Hamburg 1938
- In fremden Revieren, Hamburg 1939
- Willkommen, Bettine!, Hamburg 1942
- Der Bürge, Hamburg 1947
- Das Nest Irgendwo, Hamburg 1949
- Alwin und die Wunderlampe, Hamburg 1950
- Das Rathaus der Freien und Hansestadt Hamburg, Hamburg 1951
- Zwei Jungs und eine Silberkette, Hamburg [u. a.] 1953
- Wir sind durch Deutschland gefahren, Hamburg 1955
- Deutschland, Stuttgart 1957
- Wir sind in Deutschland geblieben, Hamburg 1957